# Schwere SS-Panzer-Abteilung 101
De Schwere SS-Abteilung General-Kommando / Schwere SS-Panzer-Abteilung 101 / Schwere SS-Panzer-Abteilung 501 was een van de gepantserde elite-eenheden in de Waffen-SS. De Abteilung was bedoeld als korpstroepen voor het I SS Pantserkorps Leibstandarte. Zij fungeerde als “brandweer” overal waar zich een probleem voordeed. In september 1944 werd de eenheid hernoemd tot Schwere SS-Panzer-Abteilung 501.

## Formatie
Op 19 juli 1943 werd op Oefenterrein Sennelager de Schwere SS-Abteilung General-Kommando opgericht met twee compagnieën. Tussen 15 en 25 augustus 1943 werden 27 Tiger I tanks geleverd. 

### Schwere SS-Abteilung General-Kommando
Vanaf 23 augustus 1943 werd de eenheid op transport gezet naar Verona. Daar werd de eenheid bij de SS-Panzergrenadier-Division Leibstandarte SS Adolf Hitler gevoegd. Daarnaast werd de al bestaande "13e (Schwere) compagnie" van het Panzerregiment LSSAH op 6 oktober als 3e compagnie opgenomen.

### Schwere SS-Panzer-Abteilung 101
Op 22 oktober 1943 kreeg de Abteilung zijn nieuwe naam (alle Waffen-SS eenheden kregen op die dag een nummer). Maar ook werd de eenheid meteen uit elkaar gehaald. De 1e en 2e compagnie werden samengevoegd tot 13./SS-Panzer-Regiment 1 en overgebracht naar het oostfront terwijl de rest van de eenheid in het westen achterbleef. Deze laatsten gingen naar Oefenterrein Sennelager, maar de eerste tien Tigers kwamen pas een maand later en de volgend tien pas op 3 januari 1944. Een week later verplaatste de eenheid zich naar Oefenterrein Maisières in Belgié. In principe was de eenheid echter niet veel groter dan alleen de 3./s.SS-Pz. Abt. 501. Tussen 20 maart en 22 april 1944 kwam 13./SS-Pz.Reg. 1 terug van het oostfront en splitst zich weer in twee compagnieën (1e en 2e). Op 3 en 4 april verplaatste de Abteilung zich naar Beauvais in Frankrijk waar op 20 april nogmaals 25 Tigers ontvangen werden.

#### Normandië

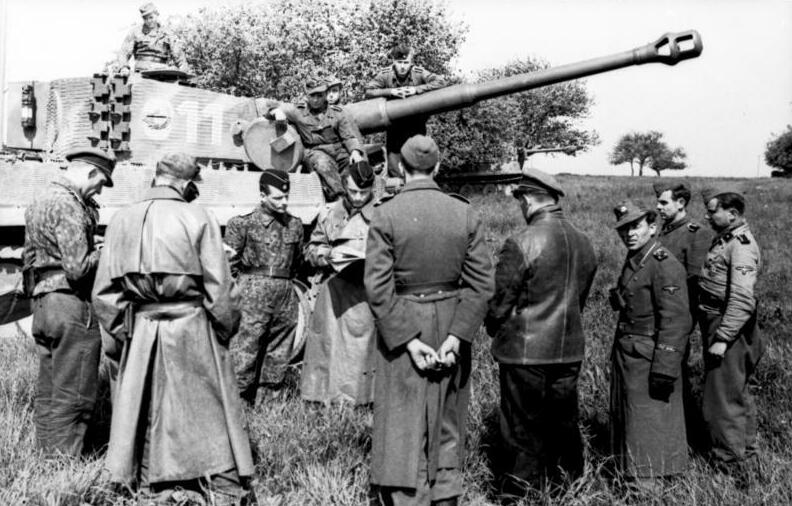
SS-Sturmbannführer von Westernhagen tijdens een oefening in mei 1944 nabij Beauvais

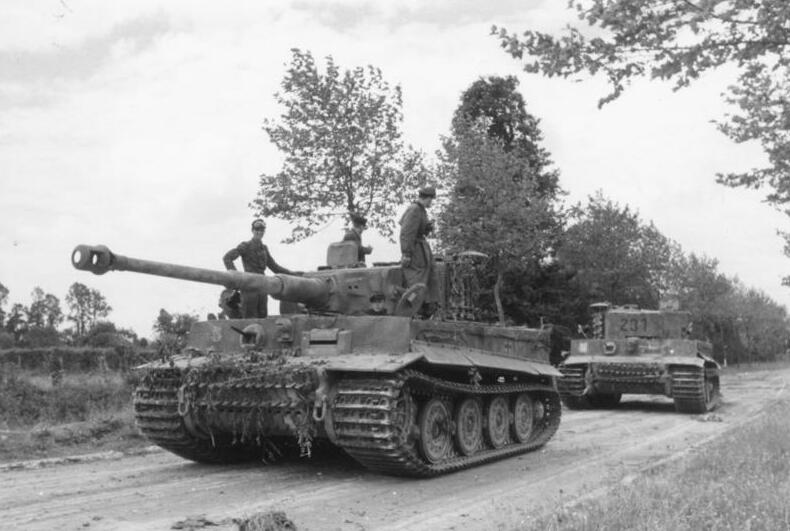
Twee Tigers van de Abteilung bij Villers-Bocage, juni 1944

Nadat de geallieerden hun invasie van Normandië ingezet hadden op 6 juni 1944, werd de Abteilung meteen geactiveerd. Van de 45 Tigers waren er 37 operationeel en waren er acht in reparatie. De volgende dag al kreeg de Abteilung bevel om zich te naar Normandië te verplaatsen. Ondanks de zware luchtbombardementen bereikte de eenheid Normandië op 12 juni 1944. Na weken van zware gevechten vond de slag om Villers-Bocage plaats. Op 5 juli 1944 had de Abteilung al 15 van de 45 Tigers verloren en geen enkele operationele tank. Omstreeks die tijd werd 1./s.SS-Pz. Abt. 501 teruggetrokken van het front, naar Paderborn gestuurd en uitgerust met de nieuwe Tiger II-tanks. Op 8 augustus 1944 werden drie van de zeven Tigers die beschikbaar waren gesteld voor de tegenaanval nabij Saint-Aignan-de-Cramesnil uitgeschakeld door Britse Sherman Fireflys. SS-Hauptsturmführer Michael Wittmann werd bij deze aanval gedood. De Abteilung kwam niet in de zak van Falaise terecht, maar  verloor vrijwel al zijn overgebleven Tigers tijdens de gevechten om deze zak open te houden en de aansluitende Duitse terugtrekking uit Frankrijk. De laatste Tiger ging verloren bij Bois-Boudon aan de Belgische grens. Intussen was ook 1./s.SS-Pz. Abt. 501 op 18 augustus 1944 weer in Frankrijk aangekomen met zijn 14 nieuwe Tiger II’s net ten noorden van Parijs. In drie weken tijd, vechtend terugtrekkend, verloor de compagnie de ene na de andere tank tot er uiteindelijk slecht een ontsnapte naar Duitsland. De eenheid had in een kleine drie maanden 300 man verloren (gesneuveld en vermist). De resten van de Abteilung werden naar Bielefeld getransporteerd.

### Schwere SS-Panzer-Abteilung 501
Op 22 september 1944 werd de eenheid hernoemd tot het Schwere SS-Panzer-Abteilung 501. De oorzaak was dat de Abteilung niet meer organiek bij het I SS Pantserkorps Leibstandarte hoorde, maar onafhankelijk werd en deel werd van de Sondertruppen RFSS. Tussen 17 oktober en 2 december 1944 kreeg de eenheid in totaal 45 Tiger II’s. Dezelfde dag begon het transport naar de Eifel voor het Ardennenoffensief, beginnend op 16 december 1944. Eerst volgde een snelle opmars op de noordflank, die afgebroken werd bij La Gleize. Later volgden er acties rondom Bastogne en ten slotte een terugtrekking naar de Duitse grens. Daar wordt de Abteilung medio januari 1945 op treintransport gezet, met ongeveer de helft van zijn oorspronkelijk aantal tanks. De treinreis eindigde in Hongarije, bij Győr. Van 17 tot 24 februari 1945 speelde de Abteilung een belangrijke rol in Operatie Südwind, de succesvolle eliminatie van het Sovjet Garam-bruggenhoofd. Vervolgens kwam de Abteilung in actie in Operatie Frühlingserwachen van 6 tot 16 maart 1945. Na het mislukken van dit offensief trok de Abteilung in  de volgende weken terug richting Wenen en daarna richting Linz. Op 5 mei 1945 werden twee Jagdtigers bij hun fabriek opgehaald en toegevoegd aan de eenheid.

### Einde
Op 9 mei 1945 gaf de Abteilung zich over aan Amerikaans troepen nabij Steyr.

## Data
De Schwere SS-Panzer-Abteilung 101/501 verloor in haar bestaan 107 eigen tanks en vernietigde 500 geallieerde tanks. Van die 107 gingen 67% verloren in de strijd, 31% door zelfvernietiging en 2% door overige oorzaken.

## Succesvolle tankcommandanten

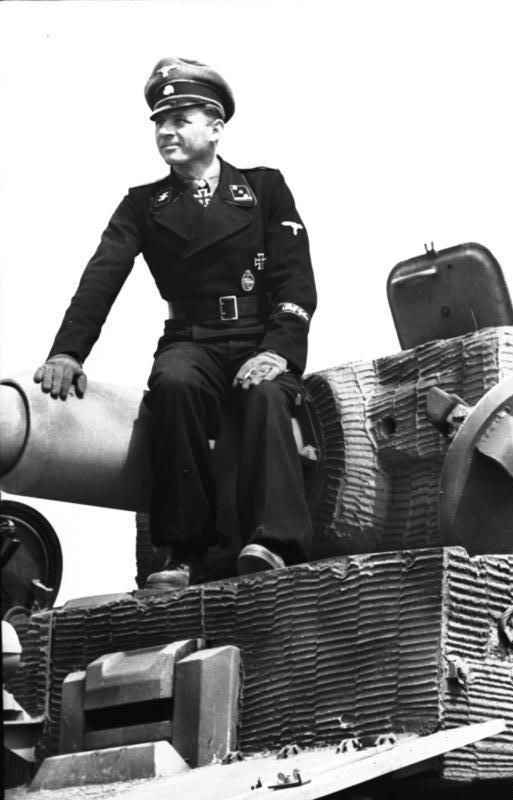
SS-Hauptsturmführer Michael Wittmann

- Michael Wittmann (wordt meestal toegeschreven met de vernietiging van 138 tanks, maar het exacte aantal is onbekend)
- Balthasar Woll (wordt meestal toegeschreven met de vernietiging van 100+ tanks (waarvan 81 als schutter), maar het exacte aantal is onbekend)
- Helmut Wendorff (wordt meestal toegeschreven met de vernietiging van 84 tanks, maar het exacte aantal is onbekend)
- Karl-Heinz Warmbrunn (wordt meestal toegeschreven met de vernietiging van 57 tanks, maar het exacte aantal is onbekend)
- Jurgen Brandt (wordt meestal toegeschreven met de vernietiging van 57 tanks, maar het exacte aantal is onbekend)
- Heinz Kling (wordt meestal toegeschreven met de vernietiging van 51 tanks, maar het exacte aantal is onbekend)

## Gedecoreerde van het Ridderkruis van het IJzeren Kruis
- Heinrich Kling
- Michael Wittmann
- Franz Staudegger, (de eerste Tiger-commandant die met het Ridderkruis van het IJzeren Kruis werd onderscheiden. Hij vernietigde 22 tanks op 8 juli 1943)
- Balthasar Woll, (de enige tankschutter die ooit met het Ridderkruis van het IJzeren Kruis is onderscheiden)
- Helmut Wendorff
- Alfred Günther

## Commandanten
| Rang                   | Naam                   | Begin            | Eind             |
| ---------------------- | ---------------------- | ---------------- | ---------------- |
| SS-Sturmbannführer     | Heinz von Westernhagen | 19 juli 1943     | 8 november 1943  |
| SS-Obersturmbannführer | Karl Leiner            | 9 november 1943  | 13 februari 1944 |
| SS-Obersturmbannführer | Heinz von Westernhagen | 13 februari 1944 | 20 maart 1945 †  |
| SS-Sturmbannführer     | Heinrich Kling         | 20 maart 1945    | 8 mei 1945       |

Aangezien SS-Sturmbannführer von Westernhagen lange tijd in scholing en herstellende van verwondingen was, werd SS-Obersturmbannführer Leiner aangewezen om hem zolang te vervangen. SS-Obersturmbannführer von Westernhagen raakte zwaargewond door een vliegtuigbom en benam zich het leven met zijn pistool.

## Gebieden van operatie
- Italië augustus 1943 - oktober 1943
- Oostfront oktober 1943 - april 1944
- Frankrijk april 1944 - september 1944
- Duitsland september 1944 - december 1944
- Ardennen december 1944 - januari 1945
- Oostfront januari 1945 - mei 1945